# Alekséi Brusílov

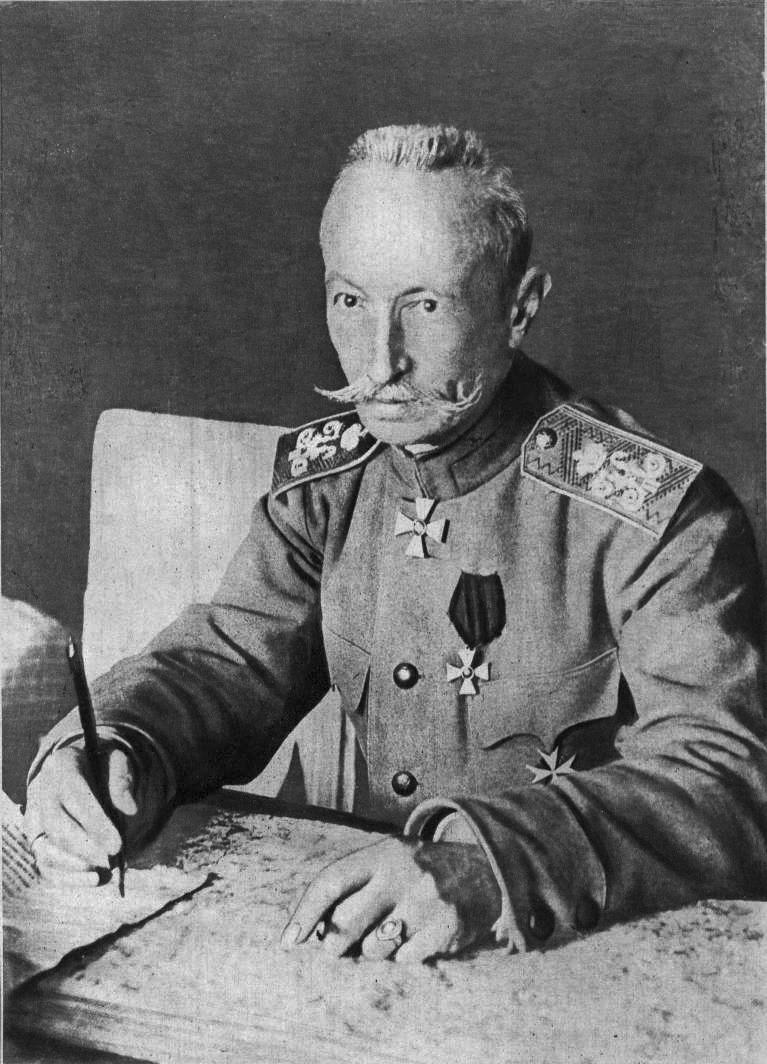
El general Brusílov.

Alekséi Alekséievich Brusílov (en ruso Алексей Алексеевич Брусилов; Tiflis, Georgia, 3 de agosto de 1853 - Moscú, 17 de marzo de 1926) fue un general ruso de la Primera Guerra Mundial, que se unió a los bolcheviques durante la Guerra civil rusa.

## Biografía
Nació en Tiflis, en Georgia y fue  educado en el Cuerpo de los Pajes Imperiales. Su familia pertenecía a la nobleza rural del sur del Imperio. Se casó con una prima del primer ministro Piotr Stolypin y del ministro de Asuntos Exteriores Aleksandr Izvolski. Hábil en las intrigas que dividían al alto mando ruso, logró ascender con rapidez en el escalafón.
Participó en la guerra ruso-turca de 1877-78 como oficial de caballería, y alcanzó la graduación de general en 1906. A principios de la Primera Guerra Mundial dirigió el VIII ejército ruso. En septiembre de 1914, se enfrentó al Imperio austrohúngaro y avanzó hasta los Cárpatos. Tenía una notable habilidad para escoger subordinados capaces.
En el verano de 1915 su ejército es rechazado hasta Polonia. En marzo de 1916, se le concedió el mando del frente suroeste, que agrupaba cuatro ejércitos rusos. Hasta entonces lo había mandado el influyente general Nikolái Ivánov. En junio, lanzó sobre Galitzia la que se conoció como Ofensiva Brusílov. Esta ofensiva, que en principio parecía victoriosa y prometedora, resultó ser al cabo del tiempo extraordinariamente costosa en recursos humanos, pero sirvió para convencer a Rumania para que entrara en guerra. A pesar del no muy claro resultado de esta batalla, el prestigio de Brusílov no se vio afectado, y tras la Revolución de Febrero alcanzó el puesto de comandante en jefe de los ejércitos rusos. En julio de 1917, dirigió una nueva ofensiva en Galitzia, la Ofensiva Kérenski, un estrepitoso fracaso, en especial debido a la muy débil moral de sus soldados y a la falta de oficiales relevantes, ya que muchos de estos habían sido apartados por el Gobierno provisional. 
Tras estas derrotas, Brusílov perdió el mando del ejército en agosto de 1917, y tendría que esperar hasta 1920 antes de poder retomar su carrera militar. Se unió a los bolcheviques durante la Guerra civil rusa, sirvió en el Ejército Rojo durante la campaña de Polonia de 1920 pero sin desempeñar un papel militar importante. Fue nombrado asesor militar primero y luego inspector de caballería. Resultó marginado por el nuevo poder. 
Se retiró en 1924 y murió en 1926 en Moscú, después de haber escrito y publicado sus memorias de guerra.